# Akademija znanosti in umetnosti Bosne in Hercegovine
Akademija znanosti in umetnosti Bosne in Hercegovine (srbohrvaško Akademija nauka i umjetnosti Bosne i Hercegovine; Академија наука и умјетности Босне и Херцеговине) je nacionalna akademija Bosne in Hercegovine. Akademija s sedežem v Sarajevu je vodilna neuniverzitetna javna raziskovalna ustanova v državi. Ustanovljena je bila leta 1951, v času, ko je bila SR Bosna in Hercegovina sestavni del Jugoslavije, kot Znanstveno društvo Bosne in Hercegovine, leta 1966 pa je bila preimenovana v Akademijo znanosti in umetnosti Bosne in Hercegovine.

## Zgodovina
Akademija znanosti in umetnosti Bosne in Hercegovine je nastala iz Znanstvenega društva, ki je bilo ustanovljeno leta 1951 s sklepom Skupščine Ljudske republike Bosne in Hercegovine, najvišjega državnega organa v državi, o ustanovitvi Znanstvenega društva Bosne in Hercegovine. Znanstveno društvo je delovalo kot najvišja institucija, ki se je ukvarjala z znanostjo, dokler ni skupščina Bosne in Hercegovine leta 1966 sprejela zakon o Akademiji znanosti in umetnosti Bosne in Hercegovine. Njen prvi predsednik med letoma 1966 in 1968 je bil Vaso Butozan. Akademija znanosti in umetnosti Bosne in Hercegovine je v skladu s tem zakonom zadolžena za splošni razvoj znanosti in umetnosti, za organizacijo znanstvenoraziskovalnih in umetniških dogodkov, za objavljanje člankov svojih članov in sodelavcev ter na splošno za stanje znanosti in umetnosti ter njun razvoj v Bosni in Hercegovini. Akademija je popolnoma neodvisen organ, ki ga vodijo izključno načela in interesi znanosti ter neodvisna prepričanja njenih članov. Statut Akademije ureja vse vidike njene organizacije, upravljanja in delovanja na vseh področjih, na katerih deluje.

## Oddelki
Akademijo sestavlja šest oddelkov:
- Družbene vede
- Medicinske vede
- Tehnične vede
- Naravoslovje in matematika
- Literatura
- Umetnost

## Odbori
Akademijo sestavljajo naslednji odbori:
- Knjižnica in dokumentacija
- Svet za mednarodno sodelovanje
- Svet za publikacije
- Znanstveni, tehnološki in socialni razvoj

## Pomembne osebe

### Predsedniki
- Vaso Butozan (1966–1968)[8]
- Branislav Đurđev (1968–1971)
- Edhem Čamo (1971–1977)
- Alojz Benac (1977–1981)
- Svetozar Zimonjić (1981–1990)
- Seid Huković (1990–1999)
- Božidar Matić (1999–2014)
- Miloš Trifković (2014–2020)
- Muris Čičić (2020–danes)

### Častni člani
- Josip Broz Tito, izvoljen 19. novembra 1969[9]
- Ivo Andrić, izvoljen 23. decembra 1969
- Rodoljub Čolaković, izvoljen 23. decembra 1969
- Edvard Kardelj, izvoljen 29. aprila 1971
- Vladimir Bakarić, izvoljen 18. aprila 1974
- Ivan Supek, izvoljen 14. maja 2002
- Bogdan Bogdanović, izvoljen 14. maja 2002
- Adil Zulfikarpašić, izvoljen 14. maja 2002